# Zeynep Tüfekçi
Zeynep Tufekci (/ ˈzeɪnɛp tʊˈfɛktʃi / ZAY-nep tuu-FEK-chee; turc: Zeynep Tüfekçi) és una escriptora turca, acadèmica i tecno-sociòloga coneguda principalment per la seva investigació sobre les implicacions socials de les tecnologies emergents, com la intel·ligència artificial i les dades massives, en el context de la política i la responsabilitat corporativa, així com en reptes socials com la pandèmia COVID-19 mitjançant un pensament complex i basat en sistemes. El New York Times ha descrit que "té el costum de tenir raó en les coses grans" i com una de les veus acadèmiques més destacades a les xarxes socials per The Chronicle of Higher Education.
És professora associada a la School of Information and Library Science de la Universitat de Carolina del Nord i professora associada al Berkman Center for Internet and Society de la Universitat Harvard a Massachusetts. És també col·laboradora de la pàgina d'opinió The New York Times sobre temes relacionats amb l'impacte social de la tecnologia.
Ha estat escriptora de The New York Times i The Atlantic i ha escrit periòdicament columnes per le revistes Wired i Scientific American en el passat. És professora visitant al Craig Newmark Center for Journalism Ethics and Security de la Universitat de Colúmbia, professora associada a la School of Information and Library Science de la Universitat de Carolina del Nord i professora associada al Berkman Klein Center for Internet and Society de la Universitat de Harward.
El 2015 va ser nomenada Andrew Carnegie Fellow en Ciències socials i humanitats per la classe inaugural.
El 2017 va escriure el llibre Twitter and tear gas : the power and fragility of networked protest. (Yale University Press) on tracta sobre les protestes en l'era d'internet, els mitjans i les xarxes socials. Tufekci descriu internet com un tipus d'esfera pública digital i compara els moviments de protesta durant la història amb els del present que utilitzen internet. El llibre és accessible lliurement sota llicència Creative Commons.